# Regula Steiner-Tomić
Regula Steiner-Tomić (* 1948 in Thalwil) ist eine Schweizer Theater-, Film- und Fernsehschauspielerin.

## Leben
Ihre Schauspielausbildung absolvierte sie von 1971 bis 1972 an der École Internationale de Théâtre von Jacques Lecoq in Paris und von 1973 bis 1976 am Konservatorium für Musik und Theater Bern, die sie mit der Bühnenreifeprüfung abschloss. Berufsbegleitend erfolgten weitere Ausbildungen in Gesang und Tanz.
1991 gründete sie zusammen mit Andreas Altenhof das Kurtheater Bitterfeld, als Autorin sowie Regisseurin erfolgten zahlreiche Projekte dieses Theaters.
Ab 2014 entwickelte sie das Umwelttheaterstück, das 2016 beim Kotor Art Festival für Kinder (Montenegro) seine erfolgreiche Uraufführung hatte. Es folgten Aufführungen in Smederevo (Serbien), Banja Luka (Bosnien-Herzegowina) sowie Berlin und Dessau (Deutschland). Da immer mehr über die Gefährdung der Meere öffentlich bekannt wird, möchte sie ihre Idee weiter tragen und vor allem junge Menschen anregen, sich selbst für den Schutz der Gewässer in ihrer nahen Umgebung zu engagieren.
Für 2019 steht das Projekt Parlament der Fische im Mittelpunkt. Regula Steiner-Tomić ist Ideengeberin, Autorin, Regisseurin und Leiterin dieses Projektes.
Sie lebt seit 1976 in Deutschland und seit 2007 in Berlin.
2023 erhielt sie als Ensemblemitglied des Filmes „Aller Tage Abend“  von Felix Tissi  den Zürcher Filmpreis 2023.

## Theater-Engagements
Engagements führten sie an das:
- Theater Die Rampe, Bern
- Theater am Neumarkt Zürich
- Reutlinger Theater in der Tonne
- Nationaltheater Mannheim
- Städtische Bühnen Essen
- Staatstheater Stuttgart
- Theater Marburg
- Stadttheater Gießen
- Städtische Bühnen Frankfurt am Main
- Anhaltisches Theater Dessau
- Maxim Gorki Theater, Berlin
- Schaubühne, Berlin
- Konzertdirektion Landgraf

## Filmographie
- 1999: In aller Freundschaft
- 2012: Aktenzeichen XY … ungelöst
- 2013: Zeit der Helden
- 2019: Now or Never
- 2023: Aller Tage Abend